# Framework7
Framework7 — набор файлов стилей css и логики js, объединенных в единую структуру, результат работы которых стилизирован под визуальное оформление современных интерфейсов мобильных операционных систем, таких как IOS и Android. Разработано 9 апреля 2014 года студией iDangero. Распространяется по свободной лицензии (MIT License). В данный момент поддерживается сообществом. Framework7 примечателен тем фактом, что используется в шаблоне проекта, используемом корпорацией Intel в проекте Intel XDK. Официальный сайт сообщества Framework7.